# Стапелия
Стапелията (Stapelia) е род от нискорастящи, с невтвърдяващи се стъбла, сукулентни растения, предимно от Южна Африка и други части на Африка. Преди са били включени няколко азиатски и латиноамерикански вида, но всички те вече са прехвърлени в други родове. Цветята на някои видове, най-вече Stapelia gigantea, могат да достигнат 41 см в диаметър, когато са напълно отворени. Повечето цветя от рода стапелия са видимо мъхнати и генерират миризмата на гнила плът, когато цъфтят.

## Описание
Твърди се, че косматият, странно текстуриран и оцветен вид на много представители на стапелия наподобява този на гниещото месо и това, заедно с миризмата им, е спечелило на най-често отглежданите членове на рода общото име „цветя мърша“. Забележително изключение е сладко ухаещата Stapelia flavopurpurea. Такива миризми служат за привличане на различни специализирани опрашители, включително, в случай на цъфтеж с аромат на мърша, мухи от семейство двукрили Calliphoridae. Те често снасят яйца около короните на цветята на стапелиите, убедени от измамата на растенията.

## Отглеждане
Само няколко вида от рода се отглеждат като саксийни растения и дори се използват в алпинеуми, в страни, където климатът го позволява. Стапелиите са добри саксийни растения и могат да растат добре при пълно слънце и леко до умерено поливане. Те трябва да бъдат засадени в добре дрениран компост, тъй като стъблата са склонни към гниене, ако се поддържат дълго влажни.

## Видове

### Одобрени видове[5]
1. Stapelia acuminata  – Южна Африка
2. Stapelia arenosa  – провинция Кейп
3. Stapelia asterias  – Южна Африка
4. Stapelia barklyi  – Южна Африка
5. Stapelia baylissii  – провинция Кейп
6. Stapelia cedrimontana  – провинция Кейп
7. Stapelia clavicorona  – Трансваал
8. Stapelia concinna  – Южна Африка
9. Stapelia congestiflora  – Етиопия
10. Stapelia deflexa  – Южна Африка
11. Stapelia divaricata  – Южна Африка
12. Stapelia divergens  – Южна Африка
13. Stapelia engleriana  – тропическа Африка
14. Stapelia erectiflora  – Южна Африка
15. Stapelia fasciculata  – провинция Кейп
16. Stapelia flavicomata  – Южна Африка
17. Stapelia flavopurpurea  – Южна Африка
18. Stapelia gariepensis  – провинция Кейп
19. Stapelia gettliffei  – Трансваал
20. Stapelia gigantea  – Квазулу-Натал
21. Stapelia glabricaulis  – Южна Африка
22. Stapelia glanduliflora  – Южна Африка
23. Stapelia grandiflora  – Южна Африка
24. Stapelia hirsuta  – Южна Африка
25. Stapelia immelmaniae  – провинция Кейп
26. Stapelia incomparabilis  – Южна Африка
27. Stapelia kougabergensis  – провинция Кейп
28. Stapelia kwebensis  – Ботсвана
29. Stapelia leendertziae  – Южна Африка
30. Stapelia longipedicellata  – Намибия
31. Stapelia maccabeana  – Южна Африка
32. Stapelia miscella  – провинция Кейп
33. Stapelia mutabilis  – Южна Африка
34. Stapelia nobilis  – Южна Африка
35. Stapelia obducta  – провинция Кейп
36. Stapelia olivacea  – Южна Африка
37. Stapelia paniculata  – Южна Африка
38. Stapelia parvula  – Ангола
39. Stapelia pearsonii  – Велик Намакваленд
40. Stapelia peglerae  – провинция Кейп
41. Stapelia pillansii  – Южна Африка
42. Stapelia plantii  – Южна Африка
43. Stapelia reflexa  – Южна Африка
44. Stapelia remota  – Намибия
45. Stapelia rubiginosa  – Little Namaqualand (Намакваленд – сух регион на Намибия и Южна Африка)
46. Stapelia rufa  – Южна Африка
47. Stapelia schinzii  – Намибия
48. Stapelia scitula  – провинция Кейп
49. Stapelia similis  – Little Namaqualand
50. Stapelia surrecta  – провинция Кейп
51. Stapelia tsomoensis  – Южна Африка
52. Stapelia uncinata  – Южна Африка
53. Stapelia unicornis  – Свазиленд
54. Stapelia vetula  – Южна Африка
55. Stapelia villetiae  – провинция Кейп

### Бивши видове
Видове, които преди са били включени, сега прехвърлени към други родове (Angolluma, Brachystelma, Caralluma, Duvalia, Echidnopsis, Gonolobus, Gonostemon, Hoodia, Hoya, Huernia, Monolluma, Orbea, Orbeopsis, Pachycymbium, Piaranthus, Quaqua, Stapelianthus, Stisseria, Tromotriche, Tridentea, Triplosperma)
1. S. adscendens сега Caralluma adscendens
2. S. affinis сега Gonostemon hirsutus var. affinis
3. S. albipilosa сега Tridentea marientalensis subsp. albipilosa
4. S. albocastanea сега Orbeopsis albocastanea
5. S. ambigua сега Gonostemon grandiflorus var. ambiguus
6. S. anemoniflora сега Duvalia anemoniflora
7. S. ango сега Caralluma ango
8. S. anguinea сега Stisseria anguina
9. S. aperta сега Tridentea aperta
10. S. arida сега Quaqua arida
11. S. articulata сега Stisseria articulata
12. S. atropurpurea сега Stisseria atropurpurea
13. S. atrosanguinea сега Piaranthus atrosanguineus
14. S. auobensis сега Tridentea marientalensis
15. S. ausana сега Tridentea jucunda var. dinteri
16. S. barbata сега Huernia barbata
17. S. bisulca сега Stisseria bisulca
18. S. bufonia сега Stisseria bufonia
19. S. campanulata сега Huernia campanulata
20. S. caudata сега Stisseria caudata
21. S. chinensis сега Hoya carnosa
22. S. choanantha сега Tridentea choanantha
23. S. chrysostephana сега Angolluma chrysostephana
24. S. ciliata сега Orbea ciliata
25. S. cincta сега Tridentea jucunda var. cincta
26. S. clavata сега Trichocaulon clavatum
27. S. clavigera сега Huernia clavigera
28. S. clypeata сега Stisseria clypeata
29. S. cochinchinensis сега Triplosperma cochinchinensis
30. S. comata сега Gonostemon hirsutus var. comatus
31. S. compacta сега Duvalia caespitosa var. compacta
32. S. concolor сега Duvalia caespitosa
33. S. conspurcata сега Stisseria conspurcata
34. S. cooperi сега Orbea cooperi
35. S. corderoyi сега Duvalia corderoyi
36. S. curtisii сега Stisseria curtisii
37. S. decaisneana сега Pachycymbium decaisneanum
38. S. decora сега Stisseria decora
39. S. deflexa сега Gonostemon deflexus
40. S. dejecta сега Stisseria dejecta
41. S. depressa сега Gonostemon hirsutus var. depressus
42. S. desmetiana сега Gonostemon grandiflorus var. desmentianus
43. S. dinteri сега Tridentea jucunda var. dinteri
44. S. dummeri сега Orbea dummeri
45. S. dwequensis сега Tridentea dwequensis
46. S. elegans сега Stisseria elegans
47. S. europaea сега Caralluma europaea
48. S. fissirostris сега Gonostemon fissirostris
49. S. fleckii сега Gonostemon flavopurpureus var. fleckii
50. S. fucosa сега Orbea verrucosa var. fucosa
51. S. furcata сега Orbeopsis melanantha
52. S. fuscata сега Stisseria fuscata
53. S. fuscopurpurea сега Gonostemon fuscopurpureus
54. S. geminata сега Stisseria geminata
55. S. gemmiflora сега Tridentea gemmiflora
56. S. gettleffii сега Gonostemon gettliffei
57. S. glauca сега Stisseria glauca
58. S. gordonii сега Hoodia gordonii
59. S. gussoneana сега Caralluma europaea
60. S. guttata сега Huernia guttata
61. S. hamata сега Stisseria hamata
62. S. herrei сега Tridentea herrei
63. S. hircosa сега Stisseria hircosa
64. S. hirtella сега Duvalia caespitosa
65. S. hispidula сега Stisseria hispidula
66. S. incarnata сега Quaqua incarnata
67. S. irrorata сега Orbea irrorata
68. S. jacquiniana сега Stisseria jacquiniana
69. S. jucunda сега Tridentea jucunda
70. S. juvencula сега Stisseria juvencula
71. S. knobelii сега Orbeopsis knobelii
72. S. kwebensis var. longipedicellata сега Gonostemon longipedicellatus
73. S. laevis сега Stisseria laevis
74. S. lanifera сега Stisseria lanifera
75. S. lepida сега Orbea lepida
76. S. longidens сега Orbea longidens
77. S. longii сега Tridentea longii
78. S. longipes сега Tromotriche longipes
79. S. lucida сега Gonostemon asterias var. lucidus
80. S. macloughlinii сега Orbea macloughlinii
81. S. maculosa сега Stisseria maculosa
82. S. mammillaris сега Quaqua mammillaris
83. S. margarita сега Gonostemon × marginatus
84. S. marginata сега Stisseria marginata
85. S. marientalensis сега Tridentea marientalensis
86. S. marmorata сега Stisseria marmorata
87. S. massonii сега Stisseria massonii
88. S. mastodes сега Stisseria mastodes
89. S. melanantha сега Orbeopsis melanantha
90. S. mixta сега Stisseria mixta
91. S. montagnacii сега Stapelianthus montagnacii
92. S. montana сега Gonostemon montanus
93. S. multangula сега Echidnopsis multangula
94. S. multiflora сега Stisseria multiflora
95. S. namaquensis сега Orbea namaquensis
96. S. neliana сега Tridentea herrei
97. S. noachabibensis сега Stapelia similis
98. S. normalis сега Stisseria normalis
99. S. obliqua сега Stisseria obliqua
100. S. ocellata сега Huernia ocellata
101. S. orbicularis сега Stisseria orbicularis
102. S. pachyrrhiza сега Tridentea pachyrrhiza
103. S. pallida сега Stisseria pallida
104. S. pancololote сега Gonolobus uniflorus
105. S. parviflora сега Quaqua parviflora
106. S. parvipuncta сега Tridentea parvipuncta
107. S. patula сега Stisseria patula
108. S. patula var. longirostris сега Gonostemon hirsutus var. longirostris
109. S. peculiaris сега Tridentea peculiaris
110. S. pedunculata сега Tridentea pedunculata
111. S. picta сега Stisseria picta
112. S. pilifera сега Hoodia pilifera
113. S. planiflora сега Stisseria planiflora
114. S. plantii Hook.f. 1890 not MacKen ex N. E. Brown 1877 сега Gonostemon × plantii
115. S. praetermissa сега Gonostemon praetermissus
116. S. prognatha сега Orbea prognatha
117. S. pruinosa сега Quaqua pruinosa
118. S. pulchella сега Orbea pulchella
119. S. pulchra сега Stisseria pulchra
120. S. pulla сега Piaranthus pullus
121. S. punctata сега Gonolobus luteus
122. S. quadrangula сега Monolluma quadrangula
123. S. quinquenervis сега Stisseria quinquenervis
124. S. radiata сега Duvalia caespitosa
125. S. ramosa сега Quaqua ramosa
126. S. reclinata сега Stisseria reclinata
127. S. replicata сега Stisseria replicata
128. S. reticulata сега Huernia reticulata
129. S. retusa сега Stisseria retusa
130. S. revoluta сега Tromotriche revoluta
131. S. rogersii сега Angolluma rogersii
132. S. roriflua сега Stisseria roriflua
133. S. rufescens сега Stisseria rufescens
134. S. rugosa сега Stisseria rugosa
135. S. ruschiana сега Tridentea ruschiana
136. S. semota сега Orbea semota
137. S. senilis сега Gonostemon grandiflorus
138. S. serrulata сега Stisseria serrulata
139. S. simsii сега Stisseria simsii
140. S. sororia сега Gonostemon grandiflorus var. sororius
141. S. spectabilis сега Stisseria spectabilis
142. S. stellaris сега Stisseria stellaris
143. S. stricta сега Stisseria stricta
144. S. stygia сега Stisseria stygia
145. S. subulata сега Caralluma subulata
146. S. surrecta var. primosii сега Stapelia surrecta
147. S. tapscottii сега Orbea tapscottii
148. S. thudichumii сега Tromotriche thudichumii
149. S. tubata сега Huernia tubata
150. S. tuberculata сега Stisseria tuberculata
151. S. tuberosa сега Brachystelma tuberosum
152. S. umbonata сега Tridentea pachyrrhiza
153. S. umbracula сега Orbea umbracula
154. S. vaga сега Orbea lutea subsp. vaga
155. S. variegata сега Orbea variegata
156. S. venusta сега Huernia venusta
157. S. verrucosa сега Orbea verrucosa
158. S. virescens сега Tridentea virescens
159. S. wendlandiana сега Orbea wendlandiana
160. S. woodii сега Orbea woodii